# Lastman (série télévisée d'animation)
Pour les articles homonymes, voir Lastman.
 (décembre 2022).
Lastman est une série d'animation pour adultes française, développée par Jérémie Périn d'après la bande dessinée éponyme, dont elle est une préquelle. Elle est diffusée sur France 4 en novembre 2016 pour sa première saison puis sur la plateforme numérique France.tv Slash,, à partir du 28 octobre 2022 pour la deuxième,,.

## Synopsis
Dans la ville fictive américaine de Paxtown, gangrenée par la violence et la corruption, le jeune boxeur amateur Richard Aldana vivote entre la recherche d'un emploi et son club de boxe. Bien qu'il ait un talent inné pour la boxe, il se contente du strict minimum, au grand dam de son ami et mentor, Dave McKenzie, qui voit en lui un potentiel qui ne demande qu'à être exploité.
Son quotidien bascule le jour où Dave est enlevé sous ses yeux par une mystérieuse secte nommée "L'Ordre du Lion", dirigée par un homme mystérieux du nom de Rizel, qui maîtrise l'électrokinésie. Richard va progressivement découvrir que Dave cachait de nombreux secrets, notamment l'existence d'une fille prénommée Siri, que l'Ordre du Lion recherche activement. Se retrouvant contraint de protéger la jeune fille de la secte, avec l'aide de Howard, le frère cadet de Dave, Richard est obligé de prendre la boxe plus au sérieux. En effet, la clé pour sauver Siri du mal qui l'habite ne peut être obtenue qu'en remportant la prestigieuse Fist Fighting Funeral Cup.

## Résumé détaillé de la saison 1
Dans la ville de Paxtown, Richard Aldana est un homme sans emploi qui, malgré ses facilités pour la boxe, préfère flâner, au grand dam de Dave McKenzie, un entraîneur professionnel. Un jour, une secte appelée "L'Ordre du Lion" les attaque et enlève Dave, tandis que Richard est mis à terre par Rizel, leur chef, capable de manipuler l'électricité. Richard parvient à retrouver Dave, qui est torturé à mort. Avant de succomber à ses blessures, Dave lui demande de protéger sa fille, Siri. Richard réussit à la mettre à l'abri et découvre que le club de boxe de son défunt ami cache un dépôt d'armes, ainsi que le fait que Dave était à la recherche de personnes apparemment sans lien entre elles.
Après une confrontation avec Winch, un détenu capable de transformer ses bras en lames, Richard et Siri rencontrent Howard McKenzie, le frère de Dave. Howard leur explique qu'il était associé à son frère pour traquer des démons, appelés les Roitelets, qui ont été libérés par erreur. Ces créatures habitent le corps d'humains et ne révèlent leur véritable forme qu'en cas de nécessité. Au nombre de 31, les deux frères avaient commencé à les éliminer jusqu'à ce qu'ils tombent sur Siri, encore bébé, possédée par Chorum, le plus dangereux d'entre eux, doté d'un appétit insatiable. Dave refusa de tuer l'enfant et demanda à Howard de trouver un remède, ce que ce dernier accepta à contrecœur. Pour empêcher Chorum de prendre possession du corps de Siri en grandissant, il n'existe qu'un moyen : le calmer en lui donnant du sang du cœur de ses congénères.
Au fil de l'histoire, Richard affrontera plusieurs démons, tout en participant à la Fist Fighting Funeral Cup avec Duke Diamond, un autre boxeur. Leur but est de remporter la Coupe des Rois, un trophée fabriqué par Gobniu, un Roitelet. Howard est convaincu que ce trophée permettra de guérir Siri définitivement. Richard entamera également une relation avec Tomie Tanaka, une chanteuse, provoquant quelques tensions avec le Saint Père, chef de la mafia de Paxtown. Pendant ce temps, les Roitelets survivants, menés par Rizel, finissent par s'allier, bien que cela aille contre leur nature, pour s'emparer de la Coupe. Celle-ci leur permettrait de retourner dans leur monde, d'où ils ont été bannis.
En finale du tournoi, Duke est blessé par Gémini Kross, possédé par Aruméri, le Roitelet Caméléon, mais Richard triomphe et leur duo remporte le tournoi. En touchant la Coupe, Richard entrevoit brièvement une caverne dans un désert, près de la ville de Nillipolis. Howard lui explique que ce lieu est la clé pour libérer Siri de Chorum. Sur place, les deux hommes et la petite fille entament le rituel, mais les choses prennent une tournure inattendue : au lieu de guérir, Siri se transforme en Chorum, qui ouvre un portail dimensionnel. Richard découvre alors qu'Howard les a trahis. Howard et ses amis, encore étudiants, étaient fascinés par un monde légendaire, la Vallée des Rois. Pour y accéder, ils entrèrent en contact avec Gobniu, mais c'est un autre Roitelet, Raghan, qui répondit. Seuls Howard et son ami Charles allèrent jusqu'au bout du processus, pensant que le démon les aiderait, mais ils libérèrent plutôt les créatures piégées dans les Limbes. Rizel prit possession du corps de Charles avant de disparaître, et Howard fit appel à son frère pour réparer son erreur. Malgré cela, Howard n'abandonna jamais son rêve de trouver la Vallée et conclut un pacte avec Rizel durant la Fist Fighting Funeral Cup pour que tous deux puissent y accéder.
Howard traverse le portail, mais Rizel, qui avait suivi le petit groupe depuis Paxtown, est bloqué par Chorum, qui veut le tuer. Richard n'a d'autre choix que de s'allier au Roitelet pour empêcher Chorum de dévorer leur monde. Grâce à Siri, ils réussissent. La petite fille remercie Richard avant que Chorum ne se détruise par autophagie et ne disparaisse définitivement.
Seul survivant, Richard retourne à Paxtown où il est réconforté par Tomie, tandis que Milo Zotis, le nouveau parrain de la ville, contemple Paxtown. Les dernières images montrent Howard traversant le désert à moto, survolé par des oiseaux fantastiques, annonçant en voix-off qu'il a enfin atteint la Vallée des Rois.

## Distribution
- Martial Le Minoux : Richard Aldana
- Maëlys Ricordeau : Siri
- Vincent Ropion : Howard McKenzie / le Narrateur
- William Coryn : Rizel / Charles et le médecin légiste
- Patrick Béthune : Dave McKenzie
- Barbara Beretta : Tomie Katana
- Karim Tougui : Duke Diamonds
- Bruno Méyère : Joufflu
- Marie Chevalot : Kriss Bennet et Monica Mendoza
- Monsieur Poulpe : Karl
- Stéphane Ronchewski : Jayce, Eric Rose et Vivaldi
- Michel Elias : le Saint Père et le chef de la police
- Damien Ferrette : Harry Zenkova et Dylan
- Claire Baradat : Tracy Zenkova, Tallulah Wood, la preneuse d'otage et Roitelet du Temps
- Benjamin Bollen : Roitelet de la Création
- Emmanuel Karsen : Max, Raghan, Jean-Michel et Prézic
- Céline Melloul : Annabelle Chang
- Coco Noël : la mère de Cooper
- Jérémy Prévost : Milo
- Frédéric Souterelle : Jean-Luc, l'inspecteur, le médecin et Aruméri
- Antoine Tomé : Chorum
- Cyprien Iov : John Kapoor (saison 2)
- Emmanuel Bonami : Gemini Cross
- Thierry Jahn : Mec Junky
- Fabrice Lelyon : Officier de police
- Gilduin Tissier : Sergent Daniel Hashman

## Musique
La bande originale est conçu par Fred Avril et Philippe Monthaye.

## Production
La série est produite par Everybody On Deck et le studio Je suis bien content.

### Écriture
Les 26 épisodes de Lastman ont été écrits par une équipe de scénaristes travaillant en atelier sous la direction de Laurent Sarfati : Balak (également créateur de la bande dessinée), Jérémie Périn (également réalisateur de la série), Laury Rovelli, Léonie De Rudder, Matthieu Choquet et Guillaume Mautalent.

### Financement
À la suite du désistement d'un partenaire de France Télévisions, la série est partiellement financée par une campagne Kickstarter, permettant de réunir la somme de 183 345 € sur les 75 000 € demandés initialement.

## Univers de la série

### Personnages principaux
Richard Aldana : grand, musclé et fougueux, Richard est un sans-emploi ayant un grand talent pour la boxe, fréquentant et squattant le club de son ami et mentor Dave McKenzie. Sa paresse fait que cette situation lui convient très bien malgré les tentatives de Dave pour lui trouver un emploi correspondant à ses compétences ou lui faire prendre conscience de son potentiel en compétition professionnelle. Il a également une fâcheuse tendance à jouer des poings dès que son interlocuteur prononce un mot de trop. Lorsque Dave est enlevé puis tué par la mystérieuse secte de l'Ordre de Lion, dirigée par Rizel, il découvre que celui-là cachait un grand nombre de secrets, dont une fille nommée Siri que Richard va protéger avec son ami Taylor Brando dit "Joufflu" et Howard, le frère cadet de Dave, le poussant pour la première fois de sa vie à se battre pour un autre que lui.
Dave McKenzie : Gérant du club de boxe où Richard végète, ce gaillard moustachu est une icône de son quartier, y garantissant le calme et entraînant beaucoup de ses habitants. Il est, selon bon nombre de ses élèves, la droiture incarnée et un bon coach. Il sait tenir son club, n'hésitant pas à hausser le ton en cas de conflit. C'est lui qui a formé Aldana à la boxe après leur rencontre fortuite décrite dans l'épisode 4, toutefois sans jamais que l'élève ne dépasse le maître. Il est en effet un excellent boxeur "malgré son âge". Il entretient une véritable amitié avec Richard, malgré les nombreuses blagues que ce dernier peut faire et sa paresse. Son enlèvement par l'Ordre du Lion est l'élément déclencheur de la série. Il a une fille cachée révélée peu après son rapt, Siri.
Siri : fille cachée de Dave âgée d'une dizaine d'années, elle réside dans un pensionnat huppé à l'écart de la ville. Après l'attaque du pensionnat par l'Ordre du Lion et la mort de son père, elle est recueillie par l'ami de ce dernier : Richard Aldana, qui la fait passer pour sa nièce. Progressivement, cette situation fera qu'elle considérera Richard comme un père de substitution, qui amènera le boxeur borné à se montrer moins égoïste. Elle a un grand appétit pour une enfant de son âge. Cet appétit s'explique par le fait qu'elle est l'hôte du plus puissant des roitelets : Chorum le Dévoreur.
Howard McKenzie : frère cadet de Dave, il est obsédé par la Vallée des Rois et l'idée de s'y rendre depuis son enfance, refusant de croire que cette légende est fictive. En essayant de trouver le moyen d'ouvrir un passage vers la Vallée avec son ami Charles Vales, il a libéré accidentellement les roitelets dans la ville de Paxton et a par la suite passé les dix années qui ont suivies à les traquer avec Dave, jusqu'à ce qu'il croise la route de Siri, encore un nourrisson mais possédée par un roitelet. Refusant de tuer un bébé, Dave poussa son frère à trouver une solution alternative qu'il trouvera avec un sérum à base de cœurs de roitelets. Lorsque son frère est tué par l'Ordre du Lion, il aide Richard à protéger Siri mais continue de vouloir se rendre dans la Vallée. Après une tentative de vol qui lui coûte son bras droit, il pousse Richard à participer à la Fist Fight Funeral Cup pour remporter la coupe remise au vainqueur, capable selon ses dires de guérir Siri.
Rizel : roitelet pouvant manipuler l'électricité, il est à la tête de la secte de l'Ordre du Lion. Il désire par-dessus tout retourner à la Vallée des Rois, dont il a été banni avec ses semblables plusieurs milliers d'années auparavant. Il estime que la jeune Siri est la clé pour ouvrir le passage vers la Vallée et cherche à la capturer à tout prix. De même, il cherche à prendre possession de la coupe de la prochaine édition de la Fist Fight Funeral Cup, en réalité la coupe de la Vallée des Rois créée par le roitelet de la Fascination Gobniu. Il n'hésite pas pour cela à manipuler, torturer et tuer des humains; et va même contre sa nature de roitelet en s'alliant avec d'autres roitelets comme Aruméri et Prim.

### Personnages secondaires
Tomie Katana : pop star en devenir, guitariste et chanteuse, elle rêve d'être reconnue pour son talent plus que pour son physique mais se heurte souvent à la jalousie de ses compagnons ou à la dure réalité machiste du milieu. Rencontrant pour la première fois Richard par accident, ils se voient de plus en plus souvent au fur et à mesure qu'il progresse dans la compétition de la Fist Fight Funeral Cup. À la suite d'un quiproquo, ils simulent une relation amoureuse devant la presse sur les conseils de son agent Milo Zotis bien que leurs sentiments l'un envers l'autre évoluent.
Duke Diamonds : boxeur afro-américain retardataire aux inscriptions pour la Fist Fight Funeral Cup, il sera nommé partenaire de Richard lors de la compétition après l'épreuve de sélection du Saint-Père au cours de laquelle ils se sauveront mutuellement la vie. Les interviews qu'ils donnent le montre combatif et motivé pour gagner la coupe. Cette motivation le fera souvent rentrer en conflit avec le côté paresseux et désinvolte de Richard.
Joufflu : de son vrai nom Taylor Brando mais surnommé ainsi à cause de son apparence rondouillarde, c'est un personnage généralement jovial et un peu maladroit. Bien qu'il aurait aimé être boxeur, Dave et lui-même ont vu qu'il n'en avait pas les capacités et deviendra son bras droit, notamment pour l'entretien de la salle de boxe. Il compense néanmoins son physique par un grand talent de médiateur et des éclairs de génie parfois inattendus, sauvant plus d'une fois la mise à Richard, Siri et Howard.
Le Saint-Père : parrain de la mafia de Paxton, c'est un excellent homme d'affaires et malgré une certaine affabilité dans sa façon de parler, il est un redoutable mafieux. Il n'en reste pas moins attaché aux valeurs familiales, sans doute de par son origine italienne, bien qu'il reconnaisse l'impulsivité et la bêtise de son neveu Harry. Il est constamment protégé par ses deux gardes du corps : les jumeaux Jean-Luc et Jean-Michel.
Harry Zenkova : neveu du Saint-Père, ce mafieux ne quittant jamais son costume rouge en est l'exact opposé: impulsif et nerveux, mauvais en affaires aux dires de son oncle lui-même, il inspire bien peu le respect, notamment à Richard. Il est propriétaire d'un club de strip-tease où il traite très mal ses employées et les danseuses. Il semble malgré tout avoir bien peu d'autorité en dehors de son club, ayant besoin quasi-systématiquement de l'aide du Saint-Père.
Milo Zotis : agent de Tomie Katana, c'est un jeune mafieux ambitieux ayant de lourdes dettes envers le Saint-Père. Un baiser échangé involontairement entre Tomie et le boxeur Richard Aldana au moment de l'interpellation de ce dernier lui permet de nourrir les faits divers avec le faux couple, de devenir rapidement riche et de gravir les échelons de la mafia au fur et à mesure que Richard progresse dans la compétition.
Monica Mendoza : inspectrice de police exerçant depuis des années à Paxtown, elle se retrouve chargée de l'enquête de l'arrache-cœur après le décès d'Eric Rose, où elle s'investit pleinement. Elle prend alors progressivement conscience de l'existence des roitelets. Elle est plutôt caractérielle et ne supporte pas la tendance des journalistes à fouiner dans ses enquêtes.

### Les roitelets
Howard McKenzie les décrit ainsi à Siri en parlant de la Vallée des Rois : « Il y a des milliers d'années, des seigneurs démons s'y sont affrontés au cours d'une guerre apocalyptique. Ces démons, on les appelait les roitelets, des créatures maléfiques qui ont finalement été vaincues et bannies dans les limbes, jusqu'à ce qu'un imbécile les libère il y a une dizaine d'années. Ils se sont réincarnés chez nous, dans des pauvres gens pris au hasard dans Paxtown. » Il est révélé au cours de la série que celui qui a libéré accidentellement les roitelets n'est autre que Howard. Fasciné depuis son enfance par la Vallée des Rois et désireux de s'y rendre, il a tenté avec ses amis au cours d'une séance de spiritisme de parler à Gobniu, le roitelet ayant créé la coupe de Vallée permettant d'ouvrir le passage pour y accéder. Au lieu de Gobniu, ils rentrent en contact avec Raghan, roitelet de la clairvoyance. Les amis de Howard, commençant à prendre peur, quittent les lieux. Seul reste Charles Vales avec Howard. Raghan le manipule en lui montrant par télépathie le rituel apparemment nécessaire pour faire apparaître la coupe. Howard tombe dans le piège du démon et le rituel, une fois effectué, libère les roitelets qui se dispersent dans la ville. L'un d'eux, Rizel, se réincarne dans le corps de Charles.
Pendant les dix années qui suivent, Howard et son frère Dave traquent les roitelets pour les éliminer. Pour répertorier les roitelets, ils établissent une liste des 31 démons et de leurs hôtes qu'ils mettent à jour au fur et à mesure qu'ils les éliminent. En effet, comme lui explique Raghan, Howard étant celui qui a fait le rituel, il est le seul à connaître les noms des hôtes des roitelets. Toutefois, bien qu'il en ait connaissance, il ignore néanmoins à quel roitelet chaque personne est associée avant de le voir utiliser ses pouvoirs.
Sous forme humaine, ils conservent les souvenirs et les attitudes de leur hôte (carrière, famille...) et plus ou moins de leurs traits physiques quand ils se transforment. Ils ont tous en commun la sclère noire et une grande capacité de régénération. Le cœur est leur point faible. En outre, chaque roitelet a des capacités et pouvoirs spécifiques.
Les roitelets ci-dessous sont classés par ordre d'apparition.
| Nom       | Attribut            | Hôte                                                                | Assassin                          | Cause de la mort      |
| --------- | ------------------- | ------------------------------------------------------------------- | --------------------------------- | --------------------- |
| Chorum    | Faim                | Siri                                                                | Chorum                            | Dévoré (par lui-même) |
| Rizel     | Électricité         | Charles Vales                                                       | Chorum                            | Dévoré                |
| Winch     | Lames               | Eric Rose                                                           | Richard Aldana                    | Empalé                |
| Crucifère | Végétation          | Laura Liones                                                        | Martin Liones                     | Arme à feu            |
| Gobniu    | Fascination         | Kaiser Stark                                                        | Richard Aldana                    | Empalé                |
| Alvarius  | Ivresse             | Suzanne Lacalas                                                     | Richard Aldana                    | Arme à feu            |
| Inconnu   | Rêve                | Kenny Madison                                                       | Howard McKenzie                   | Arme à feu            |
| Aruméri   | Caméléon            | Un ou plusieurs hôtes inconnus puis Tallulah Wood puis Gemini Kross | Rizel                             | Électrocution         |
| Inconnu   | Création            | Nicolas Graves                                                      | Chorum                            | Dévoré                |
| Raghan    | Clairvoyance        | Alan Passtel                                                        | Dave McKenzie                     | Empalé                |
| Shrroth   | Séduction (supposé) | Stéphanie Raines                                                    | Dave et Howard McKenzie           | Arme à feu            |
| Auchenaï  | Inconnu             | Alain Magnes                                                        | Dave et Howard McKenzie           | Arme à feu            |
| Pzzuzu    | Inconnu             | Denis Javel                                                         | Dave et Howard McKenzie           | Arme à feu            |
| Diabbadon | Inconnu             | Michaël Iguana                                                      | Dave McKenzie                     | Tranché               |
| Prézic    | Chance              | Laurent de Angelo                                                   | Howard McKenzie                   | Arme à feu            |
| Inconnu   | Luxure              | Victor Elfman                                                       | Monica Mendoza et Howard McKenzie | Arme à feu            |
| Prim      | Temps               | Christine Stale                                                     | Chorum                            | Dévoré                |

Les roitelets ci-dessous sont ceux qui ont été tués avant le début de la série mais dont la mort n'est pas montrée. Trois d'entre eux ont été assassinés par Eric Rose, les autres très probablement par Howard et Dave McKenzie.
| Nom      | Hôte           |
| -------- | -------------- |
| Puloman  | Auguste Pias   |
| Azazel   | Madona Bell    |
| Fuligule | Claude Verrier |
| Vaanera  | Tay Carter     |
| Mutu     | Line Assulane  |
| Halluys  | Brett Benzant  |
| Seir     | Clara Bayeux   |

## Épisodes

### Saison 1
Les épisodes ont été diffusés du 22 novembre 2016 au 13 décembre 2016, sur France 4. Depuis 26 septembre 2021, ils sont également disponibles gratuitement sur France.tv Slash.
1. T'es un abruti Aldana
2. Tu dis ça parce que j'ai une grenade
3. Tu sais, moi, les moustachus
4. Sors de ma mère !
5. Des carrés dans des carrés
6. Des dents, des dents, des dents
7. Tu parles comme un homme d'honneur
8. Nous allons te démembrer
9. Cerveau jaune
10. Nous avions rendez-vous ?
11. Attention quand ça clignote
12. Pourquoi ce type me frappe ?
13. T'es choupi Aldana
14. Vas-y chante un truc pour voir
15. Je suis le passager
16. Paramètres mon cul
17. La famille c'est toujours compliqué
18. Action !
19. Restez avec nous sur Paxnews
20. Tu pourrais me passer la moutarde ?
21. Oh non…
22. Il a une sale gueule ton bernard l'hermite
23. Le laisse jamais te toucher
24. Encaisser et pas mourir
25. Je suis désolé
26. C'est la dernière fois que je vous le demande poliment

### Saison 2
Après une campagne de crowdfunding lancée en 2022 qui aura permis de récupérer 192 355 €, la seconde saison de Lastman est diffusée sous le titre Lastman Heroes (anciennement L'onde de choc),,,,.
Cette saison est constituée de six épisodes de 45 minutes, chacun étant consacré à un héros de la série. Ils sont disponibles gratuitement sur France.tv Slash. Cependant, les épisodes 2, 4 et 5 faisant l'objet d'une signalétique déconseillée aux moins de 16 ans, ceux-ci ne peuvent être visionnés qu'entre 22h30 et 5h00.
Les cinq premiers épisodes sont disponibles le 28 octobre 2022, après que le premier, Richard, a été diffusé en direct sur la chaîne YouTube de Francetv Slash. L'épisode final est disponible le 9 novembre 2022.
1. Richard
2. Harry
3. Tomie
4. Siri
5. Marianne
6. Sam

## Diffusion
Du fait de son changement de public cible en 2017, France 4 diffuse les épisodes par groupes de six ou sept, afin de passer toute la 1re saison sur quatre mardis soir avant la fin de l'année. Certains épisodes étant déconseillés aux moins de 16 ans par le CSA, la série est diffusée après 22h45. La direction de France 2 s'est également montrée intéressée.
Le 1er juillet 2018, Netflix propose en France l'intégrale de la 1re saison. Depuis le 26 septembre 2021, la série est diffusée gratuitement sur France.tv Slash.
La seconde saison, Lastman Heroes, est également disponible sur France.tv Slash à partir du 28 octobre 2022.

## Réception

### Accueil critique
La série a eu un accueil critique globalement positif, mettant en avant le caractère unique d'une série d'animation pour adultes faite uniquement en France.
La série obtient les excellentes moyennes de 8,6/10 sur IMDb, et 4,4/5 sur Allociné.

### Audience
La série réunit, lors de sa première diffusion sur France 4, 200 000 téléspectateurs à 250 000 téléspectateurs en moyenne par soir, ce qui était un bon score pour cette case horaire de la chaîne, alors que le replay n'était même pas possible du fait de l'interdiction aux moins de 16 ans et de l'heure de diffusion originale.
Lors de sa diffusion sur Netflix France, elle a réuni plus de 700 000 vues.